# Manolo Escobar
Manuel García Escobar (El Ejido, Almería, 19 de octubre de 1931–Benidorm, Alicante, 24 de octubre de 2013), más conocido como Manolo Escobar, fue un cantante de copla y canción española. También trabajó como actor en diversas películas. Entre sus éxitos se encuentran El Porompompero (1961), Mi carro (1969), La minifalda (1971) e Y viva España (1973), del compositor belga Leo Caerts. Falleció en su casa, tras sufrir complicaciones del cáncer de colon diagnosticado en 2010. Unos días antes había superado una insuficiencia renal y un accidente cerebrovascular.

## Biografía

### Infancia
Fue el quinto de los diez hijos del matrimonio de Antonio García Navarro (?-18 de abril de 1962), natural de El Ejido (Almería) y María del Carmen Escobar Molina (?-13 de diciembre de 1988), natural de Las Norias de Daza (Almería), a la que dedicó la canción Madrecita María del Carmen. Su padre abandonó la tradición campesina familiar para dedicarse a la hostelería y a la cultura. En los duros años de posguerra, Antonio García conoció al maestro de escuela Antonio Manzano, quien había perdido a su esposa e hijo durante la guerra civil. Antonio García lo alojó en su casa, convirtiéndose en el profesor particular de sus hijos. El nuevo miembro de la familia, resultó ser un consumado profesor de música del que los hijos del matrimonio pudieron aprender música en casa. Manolo empezó tocando el laúd, aunque también tocó el piano en sus primeros años. Su hermano Baldomero se erigió jefe de la compañía junto a Salvador y Manolo, quienes comenzaron a actuar en fiestas y bodas bajo el nombre artístico de "Los Niños de Antonio García". Ya entonces, el niño Manolo soñaba con ser cantante. Baldomero fue padre de la periodista y presentadora Ana García Lozano, sobrina de Manolo Escobar.

### Juventud
En septiembre de 1946, con tan solo catorce años emigró con dos de sus hermanos, Baldomero y Salvador, a Barcelona, donde trabajó como aprendiz de diversos oficios, hasta que obtienen plaza como funcionarios de Correos. Se inician los tres en la farándula entre Badalona (Barcelona) y El Raval con el grupo Manolo Escobar y sus guitarras. Más adelante, con el éxito del grupo, se añadiría otro de sus hermanos, Juan Gabriel. Tanto este último como José María (1932-2006) (otro de los hermanos García Escobar), escribieron poco después canciones para ser interpretadas por el grupo.

### Vida personal
En el terreno sentimental, tres meses después de conocer a la turista alemana Anita Marx Schiffer (15 de diciembre de 1936-1 de enero de 2017) en la sala de fiestas "Fiesta" del Castillo de Aro, se casó con ella en la iglesia de San Michael de la ciudad alemana de Colonia el día 10 de diciembre de 1959, sin hablar uno el idioma del otro. Estuvieron 53 años casados, hasta la muerte del artista y fueron padres adoptivos de Vanessa (28 de mayo de 1978) a la que dedicó la canción Mi pequeña flor.

### Inicios
El 8 de diciembre de 1956, en el Teatro Clavé de Mataró, los hermanos Escobar realizaron su primera actuación profesional. La fama en concursos de verbenas le facilitó a Manolo poder introducirse en otro espectáculo de la época: Cine-variedades: Dos películas y espectáculo de variedades. En una ocasión participó en un programa que encabezaba Raquel Meller. Cuando la diva se encontró con él de camino al camerino, le dijo: «Muchacho, tú llegarás...Yo sé de esto lo suficiente y he visto mucho. Llegarás, te lo aseguro». 
El grupo «Manolo Escobar y sus guitarras» acuñó nuevo estilo personal de música española con ritmo moderno. Aunque José María y Juan Gabriel abandonaron pronto el grupo quedando Manolo como cantante, Baldomero (1927-1999), Salvador (1929-2017) y Juan Gabriel (1934-2011) como guitarristas. Con «sonido Escobar» elaborado, el grupo grabó su primer disco en 1957 con la compañía discográfica Orpheo su fama en aumento. Las galas cada vez más frecuentes y estafeta de correos medio vacía con demasiada frecuencia. Así que la familia se vio en la tesitura de escoger el trabajo seguro de funcionario o la aventura de la música. Y se optó por pedir una excedencia de dos años con lo que se cubrían las espaldas.

### Éxito

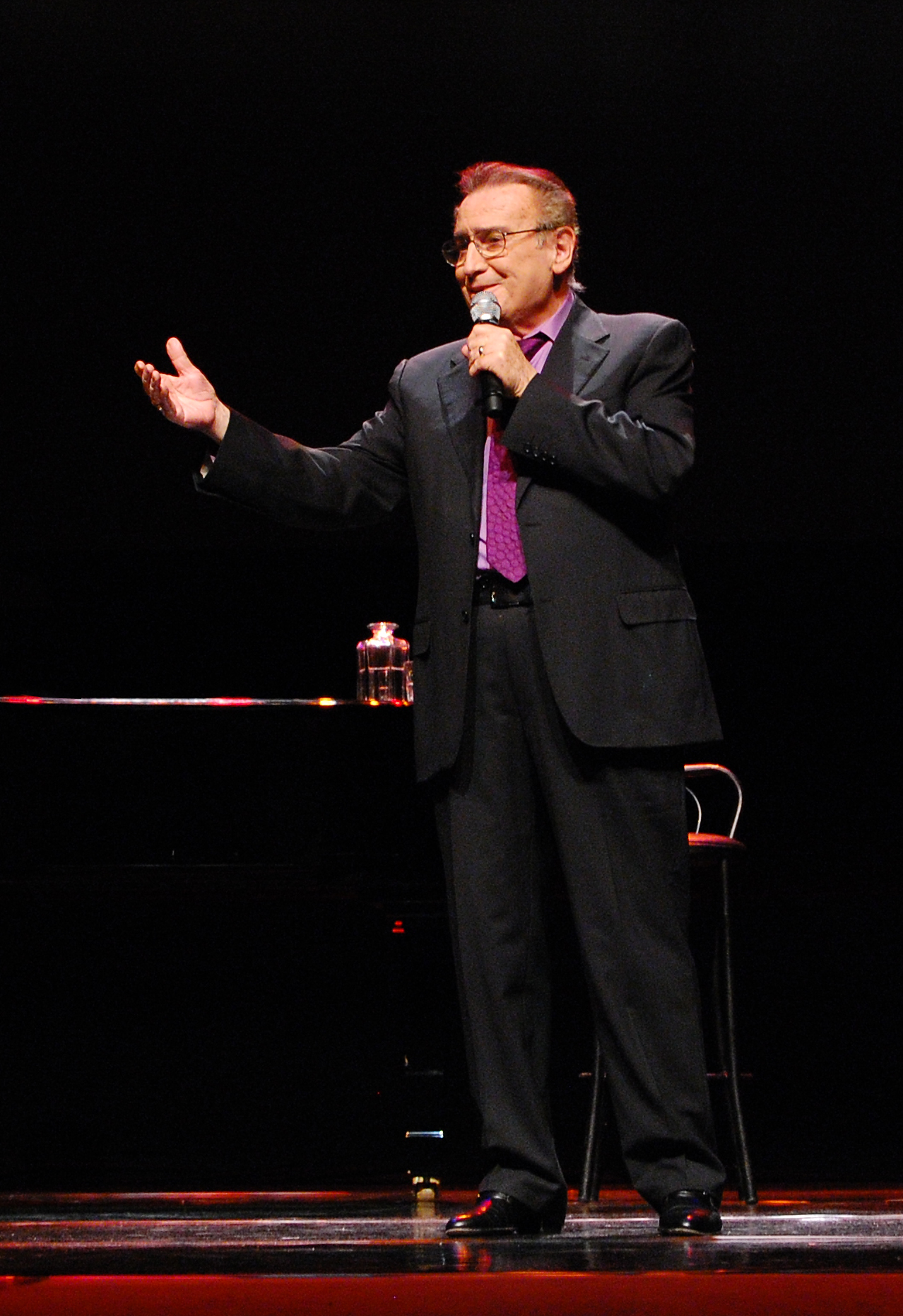
Manolo Escobar durante una actuación en Barcelona (2010).

El 14 de enero de 1961, debutó en Córdoba en el teatro Duque de Rivas con su espectáculo: «Canta Manolo Escobar». A partir de entonces, se convirtió en pocos años en ídolo de multitudes, paseándose triunfalmente por España con sus diversos espectáculos y grabando decenas de discos que enseguida saltaron a la fama. Su primer gran éxito fue la canción El Porompompero del maestro Solano.
En 1962 saltó al estrellato con canciones del mismo Solano Pedrero con su debut en Madrid, Barcelona y el estreno de su primera película titulada Los guerrilleros rodada en Arcos de la Frontera (Cádiz).
A partir de 1965 encabezó ventas de discos y uno de los pocos artistas que mantuvo espectáculo y compañía propias durante esa dura época para la canción española pues coincidió con el inicio de la música pop en España a la que las emisoras de radio preferían dar mayor difusión. De hecho, la música flamenca o canción española nunca apareció en las listas de ventas de los medios.
Diecinueve películas como protagonista, tres de las cuales figuran entre diez más vistas de las estrenadas en España sobre todo, cerca de ochenta discos, 35 de oro y una casete de platino avalan su corona. Cabe añadir que la discográfica Belter le entregó 24 discos de oro, pero según las ventas debería haber tenido más de 40. Su disco más vendido fue Y Viva España del cual vendió más de 6 millones de copias originales y fue el más vendido de la historia de la música de España desde 1973 hasta 1992.

### Altibajos económicos y coleccionismo
Entre 1979 y 1980, sufrió un embargo en el que perdió sus pertenencias y acumuló deudas por valor de trescientos ochenta millones de pesetas por una deuda causada por un mal negocio de una empresa de pantalones Gym, de la que no se recuperó económicamente. Logró reunir una colección de arte de la cual se expuso una selección en Alcobendas en junio de 2012: Lucio Fontana, Sigmar Polke, Ignacio Zuloaga, Eduardo Chillida, Antoni Tàpies, Miquel Barceló, Guillermo Pérez Villalta...
La madrugada del 18 de septiembre de 2011, mientras él y su familia dormían, sufrió un robo en su casa de Benidorm. Entre otras pertenencias, le fueron sustraídos varios Discos de Oro, la Medalla al Mérito en el Trabajo e incluso la insignia de oro y brillantes del FC Barcelona. El entonces presidente del FC Barcelona Sandro Rosell se apresuró a informar de que se le impondría una nueva insignia de oro y brillantes del Club, hecho que se produjo en 2012.

### Salud
En 2002 superó dos operaciones a corazón abierto por un problema en la válvula aórtica en el que le implantaron dos baipás coronario.
En mayo de 2010, intervenido de un cáncer colorrectal en el que hizo público que padecía la enfermedad y que estaba siguiendo quimioterapia para frenarlo. Además le fue diagnosticado metástasis en el hígado y el pulmón. Pese a ello, continuó de gira con tres espectáculos: De Manolo a Escobar donde repasaba su trayectoria profesional; Manolo Escobar y la Banda de tu Pueblo donde cantaba sus canciones con las bandas de música de los pueblos en los que actuaba y las Galas en las que actuaba con sus músicos habituales en formato de orquesta.
En marzo de 2012, sufrió una caída en unos escalones del hotel de Castelldefels en el que tenía previsto alojarse para actuar en el Teatro Maragall de Gavá. Por ello tuvo que ser intervenido en la pierna derecha para implantarle una placa en el cuello del fémur. 
En septiembre de 2013, sufrió una alergia al tratamiento que seguía de quimioterapia en el que le detectaron un pequeño ictus y una insuficiencia renal. Por esta causa estuvo varias semanas hospitalizado. Como consecuencia, tuvo que suspender su última gira de conciertos «Antología de la Copla».

### Retirada
Participó en la fiesta de celebración de la Copa Mundial de Fútbol de 2010 cantando una de sus canciones más laureadas, ¡Y viva España!
El 17 de noviembre de 2012 en el programa de televisión ¡Qué tiempo tan feliz!, presentado por María Teresa Campos, anunció su retirada del mundo de la música tras más de 50 años sobre los escenarios prevista para 2013 al finalizar su gira de despedida por España la cual tuvo que anular a mediados de septiembre de 2013 tras unas complicaciones que sufrió en su enfermedad.

### Fallecimiento
El 24 de octubre de 2013, el artista falleció cinco días después de cumplir los 82 años en su casa de Benidorm, víctima del cáncer colorrectal. 
Era su deseo ser incinerado y que sus cenizas fuesen esparcidas entre Almería (donde nació), Barcelona (donde comenzó su carrera profesional) y Benidorm (donde residió gran parte de su vida).
Su mujer Ana Marx falleció el 1 de enero de 2017 a los 80 años de edad en su casa de Benidorm a causa de una insuficiencia renal a las 19:30. Incinerada y sus cenizas reposan junto a Manolo Escobar en Benidorm.

## Discografía
(Grabaciones originales).
ORPHEO.
(EP)I. 
- Aires navideños jerezanos (Los peces en el río); Villancicos de Triana; Vamos pastores; Pastores a Belén(1958).
- Ay de mi Alhambra; Pinceles españoles; Pasodoble, te quiero; Debajo de los olivos; No despiertes; No me falta ná (1957).
- Fue la noche de tus ojos; Piropo a Almería; Calma ese fuego, muchacho; Desde tierra extranjera (1958).

SAEF.(Perteneciente a "Discos Belter").
(EP).
- Debajo de los olivos - Sevilla la novia - Pasodoble te quiero - Al compás del garrotín (1959).
- El misterio de las flores - No me falta ná - Fue la noche de tus ojos - Calma ese fuego, muchacho (1959).
- Pinceles españoles - Piropos a Almería - ¡Ay de mi Alhambra! - Desde tierra extranjera (1959).
- Requiebro a Barcelona - Luto blanco - Más allá del amor - No despiertes (1959).
- Cuando manda el corazón - ¡Vaya usted a saber! - Fandango de amores - Ya te dije (1960).
- El primer bautizo - Te canto con mis guitarras - El Porompompero - Ave María no morro (1960).
- España mi embajadora - Yo soy un hombre del campo - Ni se compra - Hacia el rocío (1960).
- Fandangos cabales - Traigo una yegua campera - Los ruiseñores cantando - Lo mejor y lo peor (1960).
- ¡Ay mi patio sevillano! - Martirio amargo - Embrujo de España - Castillos en el aire (1961).
- Mulero y campanillero - Chulapona de Madrid - Mi Valdepeñas - El fuego de la cortinita (1961).

Discos Belter.
(LP).
- Espigas y Amapolas (1964).Incluye 'El Porompompero'.
- El ángel de la guarda (1966).
- Aquel hijo(1967).
- Banda Sonora Original(BSO). De la película «Pero...¿En qué país vivimos?» (1967).
- Éxitos de películas (1967).
- Mi novia (1968).
- Películas de Manolo Escobar (1968).
- Villancicos (1969).
- Canciones de películas (1970).
- Manolo Escobar y sus películas (1970).
- Aires navideños (1970).
- Brindis (1971). Incluye «Mi carro».
- Grandes éxitos (1971).
- Sevillanas (1971). Incluye «La minifalda».
- Por los caminos de España (1972).
- Banda Sonora Oficial (BSO). De la película «Entre dos amores»(1972).
- Banda Sonora Oficial(BSO). De la película «Me has hecho perder el juicio» (1973).
- Y viva España (1973).
- ¡Ay, Caridad! (1974).
- Cada lágrima tuya (1974).
- Banda Sonora Oficial (BSO). De la película «Cuando los niños vienen de Marsella» (1974).
- Banda Sonora Oficial (BSO). De la película «Eva, ¿qué hace ese hombre en tu cama?»(1975).
- Qué guapa estás (1975).
- Niña bonita (1976).
- Selección Antológica del Cancionero Español Volumen I, II y III (1976 - 1977).
- Banda Sonora Oficial (BSO). De «La mujer es un buen negocio» (1977).
- Calor (1977).
- Labrador (1978).
- Banda Sonora Oficial (BSO). «De las películas Préstemela esta noche y Donde hay patrón...» (1978).
- Mis mejores canciones (1978)
- Banda Sonora Oficial(BSO). De la película «Alejandra mon amour» (1979).
- Mi pequeña flor (1979).
- Amores (1980).
- Banda Sonora Oficial (BSO). De «Dónde estará mi niño» (1980).
- Manolo, siempre Manolo (1981).
- Villancicos tradicionales (1981). Doble LP.
- Los grandes pasodobles...cantados (1982).
- Papá te quiero mucho (1982).
- Coraje (1983).
- Sevilla... casi ná (1984).

Sony BMG.
- Miel de Amores (1985).
- Antología (1986).
- Vive la vida (1986).
- Suspiros de España (1987).
- 30 aniversario (1988).
- Por pasodobles, por sevillanas (1989).
- Rumba pa ti (1990).
- ¡Qué bonita eres! (1991).
- Tango, tango (1992).
- Manolo Escobar en directo desde Madrid 1991 (2005).

HORUS.
- Tiempo al tiempo (1994).
- Sólo te pido (1995).
- Tiempo de Navidad (1995).
- Con mi acento (1996).
- Aromas (1997).

VAMM Records.
- Contemporáneo (1999).
- Grandes éxitos (1999). Obsequio reedición de 'Contemporáneo'.
- De puerto en puerto (2000).
- Manolo Escobar (2002).

## Filmografía
Manolo Escobar como otros cantantes españoles de éxito de los sesenta, tales como Raphael, Peret o Julio Iglesias entre otros, comenzó una carrera cinematográfica, si bien estaba más dirigida al lucimiento que al desarrollo de la trama de la película. Debutó en el cine como protagonista con la película Los guerrilleros junto a la chipionera Rocío Jurado. Si bien su inicio en el mundo del séptimo arte había sido en 1953 con Luis García Berlanga en Bienvenido, Mister Marshall en calidad de jovencísimo extra. Estuvo a punto de participar en la saga Torrente, de Santiago Segura como padre desvalido del corrupto agente del orden; Finalmente el director se decantó por su primera opción, Tony Leblanc. 
| Título                                                              | Año  | Director                   | Descripción |
| ------------------------------------------------------------------- | ---- | -------------------------- | --- |
| Los guerrilleros                                                    | 1963 | Pedro Luis Ramírez         | También debutaba como actriz en el cine Rocío Jurado. Primera vez de siete que Manolo coincide en el reparto con Gracita Morales.                                          |
| Mi canción es para ti                                               | 1965 | Ramón Torrado              | Con Alejandra Nilo y Ana María Spínola como parejas románticas. Y Ángel de Andrés como pareja cómica.                                                                      |
| Un beso en el puerto                                                | 1965 | Ramón Torrado              | Con Ingrid Pitt como pareja romántica. |
| El padre Manolo                                                     | 1966 | Ramón Torrado              | Tuvo como compañeros a Miguel Ligero y a Julia Caba Alba. |
| Pero... ¿en qué país vivimos?                                       | 1967 | José Luis Sáenz de Heredia | Primera película donde hizo pareja con Concha Velasco. |
| Relaciones casi públicas.                                           | 1968 | José Luis Sáenz de Heredia | Aquí repitió como pareja con Concha Velasco, no fue la última. |
| Juicio de faldas.                                                   | 1969 | José Luis Sáenz de Heredia | Y una vez más con Concha Velasco. |
| En un lugar de la Manga.                                            | 1970 | Mariano Ozores             | Y sí con Concha Velasco, Gracita Morales, José Luis López Vázquez y Manolo Gómez Bur                                                                                       |
| Me debes un muerto.                                                 | 1971 | José Luis Sáenz de Heredia | Última película con Concha Velasco como pareja protagonista. |
| La casa de los Martínez                                             | 1971 | Agustín Navarro            | Película coral llena de cameos con una entrevista a Manolo y su esposa Ana Marx, como sí mismos. Película basada en la famosa serie de televisión La casa de los Martínez. |
| Entre dos amores.                                                   | 1972 | Luis Lucía                 | Con Irán Eory como pareja artística. |
| Me has hecho perder el juicio.                                      | 1973 | Juan de Orduña.            | Con Paca Gabaldón como pareja romántica y Andrés Pajares como pareja cómica.                                                                                               |
| Cuando los niños vienen de Marsella                                 | 1974 | José Luis Sáenz de Heredia | Con Sara Lezana como pareja artística. |
| Eva, ¿qué hace ese hombre en tu cama? (Que bravas son las solteras) | 1975 | Tulio Demicheli            | Con Paca Gabaldón como pareja artística. |
| La mujer es un buen negocio                                         | 1976 | Valerio Lazarov            | Única película dirigida por este realizador de televisión |
| Préstamela esta noche                                               | 1978 | Tulio Demicheli            | Un miembro del reparto fue Narciso Ibáñez Menta |
| Donde hay patrón...                                                 | 1978 | Mariano Ozores             | Con Sara Lezana como pareja artística e incursión en el cine español de Mayra Gómez Kemp                                                                                   |
| Alejandra, mon amour                                                | 1979 | Julio Saraceni             | Llamada en América del Sur como Operación Comando o Contacto en Argentina                                                                                                  |
| ¿Dónde estará mi niño?                                              | 1980 | Luis María Delgado         | Con María Kosty como pareja artística |
| Todo es posible en Granada                                          | 1982 | Rafael Romero Marchent     | Nueva versión de la película de José Luis Sáenz de Heredia de 1954 |

## Premios
A lo largo de su dilatada carrera, Manolo Escobar ha recibido numerosos premios. 
- 1965: Estrella de la Fama.
- 1967: Garbanzo de Plata.
- 1968: Ole de la canción.
- 1968: Mejor cantante español en "Los mejores de solidaridad nacional".
- 1969: Medalla al mérito turístico.
- 1969: Medalla de Plata al Mérito en el Trabajo.[14]
- 1969: Mejor cantante español en "Los mejores de solidaridad nacional".
- 1969: Premio a la Popularidad de "Esto es España, señores".
- 1969: Trofeo al mayor vendedor de discos.
- 1970: Gran Premio del Disco en el Festival Internacional de la Canción de Sopot(Polonia).
- 1970: Tocadiscos flamenco.
- 1972: Sevillana de Oro.
- 1974: Trofeo Cancionero 74, otorgado por Radio Juventud de Málaga.
- 1975: Homenaje Nacional en el Palacio de los Deportes de Barcelona con motivo de la entrega de 19 discos de oro obtenidos hasta entonces.
- 1975: Insignia de oro y capa de postas de la Dirección General de Correos.
- 1975: Medalla de oro e hijo adoptivo de la ciudad de Almería.
- 1978: Hijo Adoptivo de La Cuba.
- 1979: La Hora de Andalucía.
- 1997: Premio de la Música al mejor artista de canción española.
- 2005: Insignia de oro del Ayuntamiento de Roquetas de Mar.
- 2005: Medalla de oro de la Universidad de Almería.
- 2006: Premio y homenaje en el Festival de Cine de Estepona.
- 2007: Premios Familia: Ola de oro por su trayectoria profesional en el mundo del cine.[15]
- 2007: Socio de honor de la Unión Deportiva. Almería.
- 2008: Medalla de Andalucía.
- 2008: Premio Arte.
- 2009: Escudo de Oro de la ciudad de Almería.
- 2009: Premio Júbilo.
- 2011: Medalla de Oro al Mérito en el Trabajo.[16][17]
- 2011: Premio Mandarina.
- 2011: Premio Mesón Cuevas del Vino.
- 2011: Premio Txindoki.
- 2012: Medalla de la Cultura de la provincia de Almería.
- 2012: Medalla de Oro y Brillantes del FC Barcelona.(Restituida en 2012).
- 2012: Premio Senda.[18]
- 2013: Homenaje en la ciudad donde nació su hermano Juan Gabriel y entrega de una réplica del carro robado,[19] Berja.
- 2013: Medalla al Mérito en el Trabajo de la Generalidad de Cataluña.(Una semana antes de su fallecimiento).[20]
- 2013: Medalla de Oro de la Ciudad de Benidorm.(A título póstumo).[21]
- 2013: Nombramiento como Hijo Predilecto de su tierra natal, El Ejido.[22]
- 2014: Colocación de una escultura del artista fundida en bronce a escala 1:1 en el Paseo de La Salud de Badalona. Realizada por la artista Susana Ruiz.

## Trabajos en televisión
Manolo Escobar también ha presentado tres programas de televisión en las cadenas Telecinco y Canal Nou.
| Programa               | Año         | Canal     |
| ---------------------- | ----------- | --------- |
| Goles son amores       | 1992 - 1993 | Telecinco |
| Mañana serán estrellas | 1993        | Telecinco |
| De Orihuela a la fama  | 1996        | Canal Nou |

Como actor
- "Gala - Día de la madre"(Telecinco)" (1993)

- "Manos a la obra" "(Madrecita María del Carmen)" (1999)
- "Los Morancos" "(Morancos 007)" (2007)
- "Tu cara me suena" Él mismo (2012)